# Oscar Polk

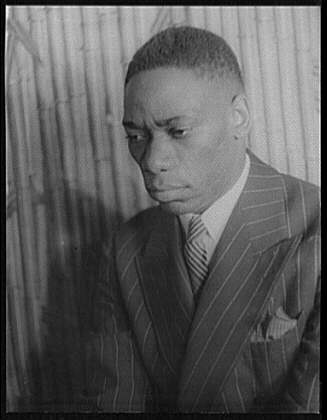
Oscar Polk (Carl van Vechten, 1937)

Oscar Polk (* 25. Dezember 1899 in Marianna, Arkansas; † 4. Januar 1949 in New York City) war ein US-amerikanischer Schauspieler.

## Leben und Wirken
Oscar Polk arbeitete im Verlaufe seiner Schauspielkarriere in erster Linie am Broadway, wo er in über einem Dutzend Stücken spielte, darunter Erfolge wie The Trial of Mary Dungan, Dark Eyes, You Can't take It with You und The Green Pastures. Bei der Verfilmung von The Green Pastures in Hollywood, die 1936 entstand, repräsentierte der afroamerikanische Polk erneut seine Rolle vom Broadway. Obwohl er nur elf Filme drehte, blieb er insbesondere durch seine Nebenrolle als nervöser Haussklave Pork im Filmklassiker Vom Winde verweht (1939) in Erinnerung. Seine Filmangebote waren aber insgesamt eher dürftig, weshalb er bereits 1943 seinen letzten Film in Hollywood drehte und sich wieder dem Theater zuwendete.
Zehn Tage nach seinem 49. Geburtstag stürzte Polk am 4. Januar 1949 vom Bordstein auf dem Times Square, woraufhin er von einem Taxi niedergefahren wurde und starb. Er wurde auf dem Mount Olivet Cemetery in Maspeth, Long Island beigesetzt. Oscar Polk war bis zu seinem Tod mit Ivy Parsons verheiratet und hatte mit ihr den Sohn Oscar Polk junior.

## Filmografie
- 1935: It’s a Great Life
- 1936: The Green Pastures
- 1937: Underworld
- 1938: Out of the Inkwell
- 1939: Big Town Czar
- 1939: Vom Winde verweht (Gone with the Wind)
- 1940: The Notorious Elionor Lee
- 1941: Birth of the Blues
- 1942: Piraten im karibischen Meer (Reap the wild Wind)
- 1942: White Cargo
- 1943: Ein Häuschen im Himmel (Cabin in the Sky)